# Држечник, Максимилиан
Максимилиан Држечник (словен. Maksimilijan Držečnik, 5 октября 1903, Рибница-на-Похорю, Австро-Венгрия — 13 мая 1978, Марибор, Югославия) — католический прелат, последний епископ Лаванта и первый епископ Марибора с 15 июня 1960 года по 13 мая 1978 год.

## Биография
Максимилиан Држечник родился 5 октября 1903 года в городе Рибница, Австро-Венгрия. 30 октября 1932 года был рукоположён в священника. С 1936 года Максимилиан Држечник преподавал социологию, этику и Священное Писание в Высшей теологической школе в Марбурге.
15 сентября 1946 года Римский папа Пий XII назначил Максимилиана Држечника вспомогательным епископом Лаванта и титулярным епископом Абриттума. 15 декабря 1946 года состоялось рукоположение Максимилиана Држечника в епископа, которое совершил архиепископ Лаванта Иван Йожеф Томажич в сослужении с архиепископом Белграда-Смередево Йосипом Антуном Уйчичем и вспомогательным епископом архиепархии Загреба и титулярным епископом Додоны Йосипом Лахом.
Максимилиан Држечник участвовал в работе I , II, III и IV сессиях II Ватиканского собора.
5 марта 1962 года епархия Лаванта была преобразована в епархию Марибора и Максимилиан Држечник стал первым епископом Марибора.
Скончался в Мариборе 13 мая 1978 года.